# Sirbonischer See
Der Sirbonische See (auch Sirbonis, altgriechisch Σιρβωνίδος λίμνη oder Σιρβωνίς, lateinisch Serbonites Lacus, arabisch مستنقع سربون, DMG Mustanqaʿ Sirbūn; antike Bezeichnung: Serbonissee) war in der Antike ein Salzsee bzw. Salzsumpf an der Küste Ägyptens. Heute heißt der See Bardawil-See (nach der arabischen Form des Namens Balduin, den mehrere Kreuzfahrerkönige trugen).

## Entstehung und Lage
Der See entstand durch Verfrachtung von Material, das der heute verschwundene Pelusische Arm des Nils mit sich führte. Die von diesen Verfrachtungen gebildete Nehrung schnitt vom Mittelmeer ein Haff ab, den Sirbonischen See. Der See versumpfte durch Verdunstung und gewann durch aus der Wüste eingewehten Sand das Aussehen festen Landes, weshalb „Sirbonischer Sumpf“ eine sprichwörtliche Bezeichnung tückischen, unsicheren Bodens wurde, vor allem im englischen Sprachraum. Grund dafür sind die Verse John Miltons:
A gulf profound as that Serbonian Bog

Betwixt Damiata and mount Casius old,

Where Armies whole have sunk …
Ein Abgrund, tief gleich dem Sirbonschem Sumpf

zwischen Damiata und dem Kasionberge liegend

wo ganze Heere einst verschlungen wurden …
Am westlichen Ende der Nehrung lag Pelusium, westlich davon das von Milton erwähnte Damiette, etwa in der Mitte der Nehrung befand sich der Berg Kasion mit einem Heiligtum des Zeus-Ammon und am östlichen Ende der Nehrung lag Ostrakine. Nach Herodot bezeichnet der See das östliche Ende der Küste Ägyptens, die sich von Plinithine nahe dem späteren Alexandria bis zum See über 60 Schoinen (etwa 600 km) erstreckt.
Dass Milton den See als einen Abgrund beschreibt, erscheint bei dessen tatsächlicher Tiefe von höchstens drei Metern erstaunlich. Es gibt allerdings die Sage, dass Typhon, das gigantische Ungeheuer der griechischen Mythologie, an dieser Stelle von Zeus bezwungen und in den Abgrund der Erde versenkt worden sei. Es bleibt allerdings etwas unklar, welcher Ort gemeint ist, da im gleichen Kontext vom Kaukasus und von der Ebene von Nysa die Rede ist.

## Diodors Beschreibung derBarathra
Diodor gibt in seiner Bibliotheca historica eine Beschreibung des Sees, die geeignet ist, den Leser schaudern zu lassen. Er schreibt über den natürlichen Schutz der ägyptischen Grenzen:

„Und was die östliche Grenze betrifft, so ist sie zum Teil durch den Fluss, zum Teil durch die Wüste und eine sumpfige Ebene namens Barathra geschützt. Zwischen Koile-Syrien und Ägypten liegt nämlich ein See, der zwar ziemlich schmal, aber sagenhaft tief ist. Er ist ungefähr 200 Stadien lang und heisst Serbonis. Für alle, die sich ihm nähern ohne Kenntnis seiner Natur, lauern dort gefahrvolle Überraschungen.

Da die Wasserfläche schmal wie ein Band und auf allen Seiten von hohen Dünen umgeben ist, trägt ein beständiger Südwind große Mengen an Sand auf den See. Dieser Sand verbirgt das offene Wasser und verbirgt das Ufer, das nicht unterscheidbar vom Land wird. Daher sind schon viele, ja ganze Armeen verschwunden, die mit der eigentümlichen Natur des Ortes nicht vertraut waren und vom Weg abwichen.

Denn wenn man den Sand betritt, gibt er nur langsam nach, mit einer Art arglistiger Bosheit die Reisenden täuschend, bis es zu spät für die Umkehr ist; wenn man Verdacht schöpft und einander zu helfen beginnt, ist es schon zu spät für die Rettung. Denn jemand, der in den Morast gerät, kann nicht schwimmen, da der Schleim jede Bewegung behindert, er kann aber ebenso wenig heraus waten, da die Füße keinen Grund finden. Durch diese Mischung von Wasser und Sand und deren Natur ist sowohl zu Fuß als auch mit Booten eine Überquerung unmöglich. Daher werden jene, die in das Gebiet geraten, in die Tiefe gezogen, ohne sich irgendwo anklammern zu können, da der Sand am Rand mitrutscht. Die Ebene hat daher zu Recht den Namen Barathra verdient.“

## Versinkende Heere
Besonderes Interesse an dieser Beschreibung verdient die Erwähnung ganzer Armeen, die im tückischen Sand dort versunken seien. Es stellt sich die Frage, wann und wie das geschehen ist. Diodor erwähnt, dass zu Beginn des zweiten Feldzugs des Perserkönigs Artaxerxes III. gegen Ägypten 343 v. Chr. ein Teil der persischen Armee in der Barathra den Tod fand:

„Als er [Artaxerxes] zu den Barathra oder Abgründe genannten großen Marschen kam, verlor er einen Teil seiner Armee wegen seines Unwissens über die Gegend.“

Das ist aber nicht der einzige Fall eines in der Barathra buchstäblich „versumpften“ Heeres, den Diodor berichtet. Fast 40 Jahre später unternahm der Diadoche Antigonos I. Monophthalmos einen Angriff auf Ägypten. Er brach 305 v. Chr. mit einem großen Heer samt Elefanten von Gaza her auf, wobei das Heer von einer begleitenden Flotte versorgt werden sollte. Das wurde aber durch einen Sturm verhindert und das Heer erlitt in den Salzmarschen große Verluste.

## Sirbonischer See als „Schilfmeer“

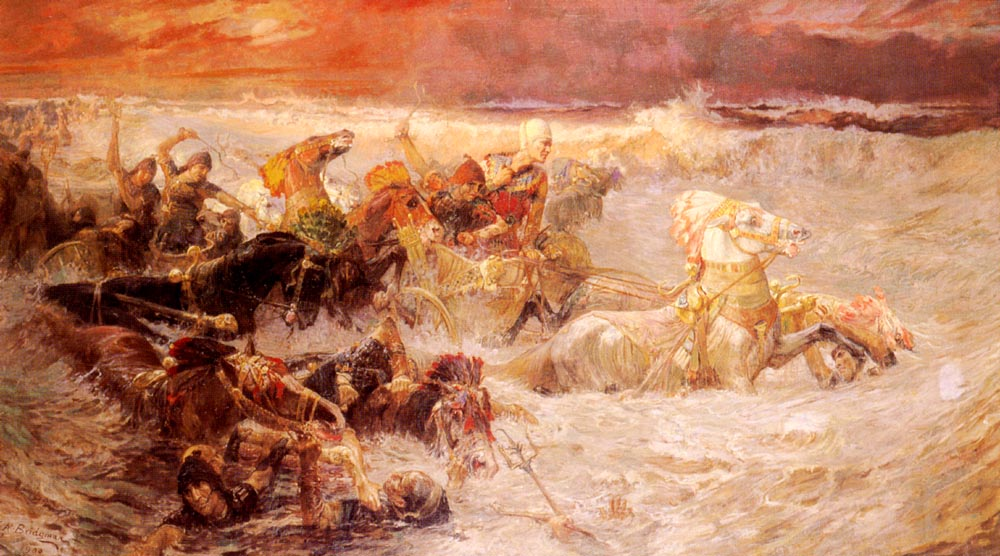
Pharao und sein Heer versinken in der Salzflut (Frederick Arthur Bridgman, 1900)

In Zusammenhang mit diesen Berichten war es naheliegend, die versinkenden persischen Truppen mit dem in den Fluten versinkenden Heer des Pharao im Buch Exodus zu assoziieren. Die biblische Version der „Priesterschrift“ berichtet, dass beim Auszug Israels aus Ägypten das jüdische Volk nicht den kürzeren Weg über die Straße zum Philisterland nahm, sondern einen anderen Weg durch die Wüste zum Schilfmeer (hebräisch יַם-סוּף yam-suf; altägyptisch Pa-tiufi). Und JHWH sprach zu Mose:

„Befiehl den Söhnen Israel, sich zu wenden und vor Pi-Hahirot zu lagern, zwischen Migdol und dem Meer. Vor Baal-Zefon, diesem gegenüber, sollt ihr euch am Meer lagern!“

Hier steckt ein Hinweis für die Lokalisierung, da der oben erwähnte Berg Kasion sich auf der Nehrung nördlich des Sirbonischen Sees befindet. Von einem anderen Berg Kasion in Syrien, dem heutigen Keldağ in der Türkei südlich der Orontesmündung, ist aber bekannt, dass auf ihm der Baal Zefon verehrt wurde (und in griechisch-römischer Zeit der mit diesem identifizierte Zeus). Genau so war der ägyptische Kasion ein Kultort des Amun bzw. des mit ihm identifizierten Zeus. Der syrische Kasion erscheint umgekehrt im Tanach als Göttersitz, z. B. in Jes 14,13f .
Es gab eine in der Nähe der Mündung des Pelusischen Armes gelegene Grenzfestung des Ramses III. (westsemitisch Migdol). Die Straße zum Philisterland war die südlich des Sirbonitischen Sees verlaufende Straße von Migdol nach Gaza. Damit gibt es eine Reihe von Anhaltspunkten, das biblische Schilfmeer und Baal-Zefon mit dem Sirbonischen See zu identifizieren. Der erste Gelehrte, der eine Route des Exodus entlang der Nehrung nördlich des Sirbonischen Sees vorschlug, war Matthias Jacob Schleiden, der allerdings den See nicht mit dem Schilfmeer identifizierte, sondern nach der Überquerung der Nehrung die Juden nach Süden abdrehen ließ zum nördlichen Ende des Golfes von Suez, den er für das Schilfmeer hielt.
Der Orientalist Heinrich Brugsch griff diese Theorie 1874 auf, sah jetzt allerdings den Sirbonischen See als die wahrscheinlichere Lokalisierung des Schilfmeers. Auch heute noch hat die Theorie bedeutende Vertreter, z. B. Alan Gardiner und James Karl Hoffmeier, wenn man auch nicht sagen kann, dass sie sich ganz durchgesetzt hätte.
Als gewichtiges Argument galt die geänderte Übersetzung des biblischen Bezeichnung Jam Suf (יַם-סוּף) als „Schilfmeer“ und in Zusammenhang damit die Frage, ob das ägyptische „Schilfmeer“ (hieroglyphisch Pa-tiufi) mit dem hebräischen Jam Suf etymologisch zusammenhängt. Zuvor hatte man einer Tradition der Septuaginta folgend Jam Suf als „Rotes Meer“ übersetzt. Für ein mit Röhricht oder Papyrus bestandenes Gewässer kommt ein Inlandsee, Brackwasser- oder Salzsee weit eher in Frage als eine Meeresküste.

## Strabons Beschreibung und dasEkrhegma
Strabon gibt in seinen Geographika folgende Beschreibung des Sirbonischen Sees und seiner Umgebung:

„Die Gegend von Gaza ist unfruchtbar und sandig und noch mehr gilt das für die anschließende Region, in der sich der Sirbonische See befindet, der fast parallel zum Meer sich erstreckt. Dazwischen gibt es einen schmalen Landstreif, der bis zum sogenannten Ekrhegma reicht. Die Länge des Streifens ist 200 und die größte Breite 50 Stadien. Das Ekrhegma ist mit Erde gefüllt. Dann folgt ein weiterer Landstreifen bis Kasion und dann bis Pelusium. Der Kasion ist ein sandiger Hügel ohne Wasser, der eine Landzunge bildet. […] Dann kommt die Straße nach Pelusium, an der Gerra liegt […]“

Ekrhegma (ἔκρεγμα) bezeichnet einen „Ausfluss“ oder einen „Durchbruch“. Aus Strabons ist daher zu entnehmen, dass zu seiner Zeit die Nehrung geschlossen, der See also tatsächlich ein See bzw. ein Sumpf war, dass es aber zuvor eine Zeit gab, in der eine Verbindung zwischen Meer und See bestand, der Sirbonische See also eigentlich eine Lagune war.
Dieser Wechsel zwischen Lagune, See und Sumpf setzt sich bis in die Neuzeit fort. Noch im 19. Jahrhundert war die Nehrung geschlossen, wie man z. B. auf der Karte der Lepsius-Expedition deutlich sehen kann. In den Jahren nach dem Ersten Weltkrieg wurde die Gegend als tückischer Salzsumpf beschrieben.
Heute ist der Sirbonische See wieder eine Lagune, da in der Nehrung eine breite künstliche Öffnung geschaffen wurde.
Jede dieser Veränderungen bewirkt eine massive Umgestaltung der Landschaft. Hinzu kommen Dünenbildung und Dünenwanderung, wodurch große Areale im Laufe weniger Jahre tief unter Sand begraben oder umgekehrt wieder freigegeben werden können. Beispielsweise ist der Sandhügel bei Kasion fast 30 m hoch. Ein weiteres Moment der Dynamik des Gebietes bilden die tektonischen Kräfte: Strabon berichtet an anderer Stelle dass durch ein Erdbeben Teile der Sirbonis plötzlich abgesenkt und andere umgekehrt angehoben wurden.